# Správce obce
Správce obce (někdy též označovaný jako protektor obce) je úředník, který je pověřen vedením obce po dobu, kdy obec nemá volený zastupitelský orgán, tj. například nepřihlásí-li se v obci dostatečný počet kandidátů do obecních voleb nebo pro období mezi zánikem zastupitelstva či jeho usnášeníschopnosti a novými, opakovanými nebo dodatečnými volbami.

## Česká republika

### Důvody a způsob jmenování
Institut správce obce byl zaveden zákonem č. 128/2000 Sb., o obcích (obecní zřízení) s účinností od 12. listopadu 2000.
Podle § 98 zákona o obcích ve znění novely č. 234/2006 účinné od 1. července 2006 jmenuje správce obce ve stanovených případech ministr vnitra z řad zaměstnanců státu zařazených do Ministerstva vnitra. Od 1. ledna 2003 do 30. června 2006 na základě novely č. 313/2002 Sb. tuto pravomoc měli ředitelé krajských úřadů a jmenovali správce z řad zaměstnanců kraje na náklady kraje, do 31. prosince 2002 správce jmenovali přednostové okresních úřadů z řad zaměstnanců okresních úřadů. Podle svého organizačního řádu ministerstvo touto funkcí pověřuje zaměstnance odboru veřejné správy, dozoru a kontroly, zpravidla z krajských oddělení dozoru, jejichž běžnou pracovní náplní je poskytovat metodickou pomoc obcím a kontrolovat jejich činnost z hlediska zákonnosti. Týž správce může být jmenován současně správcem i pro více obcí.. Výdaje na výkon činnosti správce obce hradí Ministerstvo vnitra.
Pro správce města platí obdobná pravidla jako pro správce jiné obce. Správce městského obvodu nebo městské části je jmenován tajemníkem magistrátu, jinak je jeho postavení obdobné jako postavení správce obce. V Praze jmenuje správce městské části ředitel Magistrátu hlavního města Prahy a postavení správce upravuje § 93 zákona o hlavním městě Praze..
Důvody pro jmenování správce obce vyjmenovává § 98 odst. 1 zákona č. 128/2000 Sb., o obcích, v platném znění:
- v obci se neuskuteční vyhlášené volby pro nedostatek přihlášených kandidátů (v minulosti se ustanovení vztahovalo i na případ, kdy se volby neuskutečnily z důvodu neustavení okrskové volební komise; do roku 2002 byl správce jmenován až po opakovaném nekonání vyhlášených voleb, tj. zpravidla až po nekonání řádných i dodatečných voleb, od roku 2003 ihned po nekonání jakýchkoli vyhlášených voleb[2][4])
- zanikne mandát všem členům zastupitelstva a nenastoupí náhradníci (tato možnost do zákona přibyla novelou s účinností od 1. ledna 2003[2])
- dojde ke sloučení obcí nebo k oddělení části obce

Před novelou č. 298/2008 Sb., účinnou od 19. srpna 2008, měl být správce obce jmenován ještě v těchto případech
- dojde k rozpuštění zastupitelstva obce Ministerstvem vnitra (podle současné úpravy pak obec nadále řídí dosavadní starosta, dosavadní místostarosta a dosavadní rada obce)
- není zvolen starosta do 6 měsíců od ustavujícího zasedání zastupitelstva obce nebo ode dne, kdy byl starosta odvolán z funkce nebo se funkce vzdal (současná právní úprava stanoví, že v takovém případě starostu zastupuje místostarosta nebo jiný člen zastupitelstva určený zastupitelstvem)

Jmenování správce je v uvedených případech povinností ministerstva, zákon však nestanoví lhůtu pro její splnění.
Výkon funkce končí dnem ustavujícího zasedání zastupitelstva obce nebo dnem zvolení starosty, podle toho, co bylo důvodem jmenování správce.
V období mezi koncem předchozího volebního období a ustavující schůzí nového zastupitelstva vykonává vybrané činnosti (svolávání a řízení ustavující schůze) bývalý starosta nebo nejstarší člen zastupitelstva a dosavadní rada obce.

### Pravomoci
Správce obce vykonává zákonem vymezené kompetence zastupitelstva obce, rady obce a starosty obce. Má zákonem pravomoci omezeny na ty, které mají přechodný a udržovací charakter. Podílí se na uskutečnění dodatečných voleb (za něž však odpovídá ředitel krajského úřadu), stanovuje pravidla rozpočtového provizoria, schvaluje rozpočet obce a závěrečný účet obce a hospodaří podle schváleného rozpočtu. Spravuje majetek obce, ale nemůže s ním zásadním způsobem disponovat (prodávat, zastavovat), nemůže sjednávat smlouvy zavazující obec (např. sjednat smlouvu o úvěru pro obec), rozhodovat o investicích k rozvoji obce.
Jmenování správce obce neřeší situaci s předlužením obce, protože správce nemá dostatek pravomocí k jejímu účinnému řešení – institut správce obce není uzpůsoben k řešení případů zadlužených obcí. Oproti tomu legislativa Slovenské republiky má specifický a tvrdý režim nuceného správce pro zadlužené obce, a to v působnosti ministerstva financí. Na české obce se nevztahuje ani insolvenční zákon a český zákon o obcích neřeší ani možnost zániku obce z důvodu dlouhodobého nezájmu občanů o správu veřejných věcí a vypořádání jejích závazků.
Určitou obdobou činnosti správců obce je správa vojenských újezdů, jejichž obyvatelům v kolizi s ústavou zákon upírá právo na obecní samosprávu a rozhoduje zde v pozici státního úřadu újezdní úřad v čele s přednostou.

### Aplikace institutu
Za období od července 2006 do června 2007 byl jmenován správce ve 25 obcích. Dvakrát v případě nových obcí (Držovice a Ladná, od vzniku obcí 1. července 2006 do ustavujících schůzí zastupitelstev z řádných komunálních voleb v říjnu 2006), 19× z důvodu neuskutečnění voleb 20. a 21. října 2006 kvůli nedostatku kandidátů (úplný seznam viz ; ve všech těchto případech vzešla zastupitelstva z dodatečných voleb konaných 17. února 2007) a čtyřikrát z důvodu zániku mandátu všech členů zastupitelstva a nenastoupení náhradníků (Černěves, Rybniště, Ohrazenice a Nemanice) – ve všech čtyřech těchto případech vzešla nová zastupitelstva z nových voleb konaných 30. března 2007). Za tuto dobu vynaložilo ministerstvo vnitra na činnost správců obcí přes 4 miliony Kč, což zahrnovalo převážně mzdové náklady včetně odměn a přesčasových vícenákladů (3,81 milionu), ale i další náklady (doprava a cestovné včetně stravného 194 tisíc Kč, provoz mobilních telefonů 50 tisíc Kč, kancelářský materiál a kopírování apod. 4 tisíce Kč). Průměrné náklady na jednu obec činily 162,4 tisíc Kč. Před návrhem novely zákona došlo pak ještě k jednomu případu jmenování správce z důvodu zániku funkce starosty, a to v obci Hajany na dobu jednoho měsíce po odvolání dlouholetého starosty Zdeňka Švaňhala.
Dlouhodobě působili od 13. prosince 2009 do jara 2012 správci v obci Prameny, která se zadlužila a delší dobu neměla zastupitelstvo, protože do nových voleb vyhlášených na 12. prosince 2009, dodatečných voleb vyhlášených na 20. března 2010 ani řádných voleb v říjnu 2010 se nepřihlásili žádní kandidáti.
Po komunálních volbách v roce 2010 byl správce ustanoven v 18 obcích, kde volby neproběhly. Ve dvou obcích (Prameny a Řitonice) se nekonaly ani dodatečné volby 5. 2. 2011.
Po komunálních volbách v roce 2018 byl správce ustanoven v 17 obcích, kde volby neproběhly.